# Amphiura benthica
Amphiura benthica är en ormstjärneart som beskrevs av Castillo 1968. Amphiura benthica ingår i släktet Amphiura och familjen trådormstjärnor. Inga underarter finns listade i Catalogue of Life.